# Alcímac
Alcímac (en grec antic: Ἀλκίμαχος, llatí: Alcimachus) fou un pintor de l'antiga Grècia que va viure en temps d'Alexandre el Gran, a la segona meitat del segle iv aC. És conegut gràcies a la referència de Plini el Vell, qui diu que era l'autor d'un quadre de Dioxip, vencedor al pancraci en uns Jocs Olímpics.